# Neomyia guineensis
Neomyia guineensis är en tvåvingeart som först beskrevs av Christian Rudolph Wilhelm Wiedemann 1824.  Neomyia guineensis ingår i släktet Neomyia och familjen husflugor. Inga underarter finns listade i Catalogue of Life.